# Nivillac
Nivillac è un comune francese di 4 067 abitanti situato nel dipartimento del Morbihan nella regione della Bretagna.

## Società

### Evoluzione demografica
Abitanti censiti